# The Grand Tour
The Grand Tour ist ein britisches Fernsehmagazin rund um das Thema Automobil, welches bis 2024 von Jeremy Clarkson, Richard Hammond und James May präsentiert wurde. Die von Andy Wilman produzierte Sendung wurde vom 18. November 2016 bis zum 13. September 2024 exklusiv auf dem Streaming-Dienst Amazon Video veröffentlicht.

## Format
Fast jede Episode der Sendung wurde in der ersten Staffel in einem anderen Land mitsamt den Studioaufzeichnungen vor anderem Publikum aufgezeichnet. In der zweiten und dritten Staffel verblieb das Zelt auf dem Great Tew Estate, das in den Cotswold Hills in West Oxfordshire liegt. In den ersten beiden Staffeln nahmen wechselnde Prominente an den einzelnen Folgen teil, Staffel 3 fand ohne prominente Beteiligung aber noch vor Publikum statt. Ab Staffel 4 bestanden die einzelnen Episoden aus Specials ähnlich dem Format der Challenges bei Top Gear. 
Ende 2023 wurde bekannt, dass die Moderatoren Clarkson, Hammond und May ihre Zusammenarbeit mit Amazon nach der folgenden Staffel beenden würden. Im Februar 2024 wurde die vorletzte Episode der Sendung veröffentlicht, die Dreharbeiten zur letzten Episode waren zu dem Zeitpunkt abgeschlossen. Diese letzte Folge wurde am 13. September 2024 veröffentlicht. Eine Fortsetzung der Sendung mit neuen Moderatoren ist geplant.

## Hintergrund
Nachdem das aus den Moderatoren Clarkson, Hammond und May und dem Produzenten Wilman bestehende Quartett der BBC-Sendung Top Gear 2015 nach einer Auseinandersetzung zwischen Clarkson und der BBC seine Zusammenarbeit mit dem Sender beendete, wurden kurz darauf mit Amazon Bedingungen verhandelt, um auf dessen Streamingdienst Amazon Video einen Nachfolger auszustrahlen.
Das Produktionsunternehmen W. Chump & Sons, dessen Eigentümer Clarkson, Hammond, May und Wilman sind, einigte sich laut Medienberichten schließlich im Juli 2015 auf eine Summe von 160 Millionen Pfund für die Ausstrahlungsrechte über drei Jahre. Damit wäre es Amazons bislang größte Investition in eine Originalsendung, die zugleich eine der teuersten aus dem Vereinigten Königreich überhaupt ist. Geplant war zunächst, drei Staffeln mit je zwölf Folgen zu produzieren. Prime Video gab bekannt, dass es auch eine vierte Staffel geben solle. Ende November 2019 wurde bekannt, dass die vierte Staffel am 13. Dezember 2019 mit einem Special starten wird.

## Teststrecke

Die Teststrecke „Eboladrome“ in der Nähe von Swindon, England

Eine Rubrik der Show ist das Erzielen einer möglichst schnellen Runde mit den in der Show besprochenen Autos. Die Teststrecke dafür befindet sich in der Nähe der englischen Stadt Swindon. Da der ca. 2 km lange Kurs von oben an die Form des Ebolavirus erinnert, wurde die Strecke „Eboladrome“ genannt. Teilstücke des Kurses tragen Namen wie „Isn’t Straight“, „Old Lady’s House“, „Field of Sheep“ oder „Your Name Here“.
Um möglichst vergleichbare Werte zu erhalten, werden die Runden immer von demselben Fahrer gefahren. In der ersten Staffel handelte es sich um den amerikanischen Rennfahrer Mike Skinner. Ab der zweiten Staffel wurde er von der britischen Rennfahrerin Abbie Eaton ersetzt. Um einige Referenzwerte zu erhalten, wurden mit dem Erscheinen der ersten Show gleich 10 Autos auf dem Eboladrome getestet. Die Liste wird derzeit mit 1:12,9 min angeführt von einem McLaren Senna.

## Synchronisation
Die Synchronisation ins Deutsche erfolgt durch das Studio Hamburg. Das Dialogbuch stammt von Bernd Lang, Regie führte Georg Prilop.
Wie schon bei den Top-Gear-Staffeln erfolgt die Synchronisation durch das Voice-Over-Verfahren. Jeremy Clarkson wird wie zuvor von Erik Schäffler synchronisiert und auch James May erhält wie bisher von Volker Hanisch seine deutsche Übersetzung. Richard Hammond hat dagegen mit dem Hamburger Christian Stark einen neuen Sprecher.

## Wiederkehrende Elemente

### Intro
Das Intro wurde in der ersten Staffel immer dem Gastland angepasst und beschreibt die Anreise der Moderatoren. Bei der Szene, in welcher Einheimische die Moderatoren begrüßen, ist der Name eines der Moderatoren falsch geschrieben oder es wird gar ein anderer Prominenter genannt. Zu Anfang wird auch erwähnt, was in der jeweiligen Folge passieren wird – allerdings hat das in der Regel nichts mit Autos zu tun. Das Intro in der ersten Staffel endet mit der Kollision der Kamera-Drohne, welche in Richtung Studio-Zelt fliegt, mit etwas Regionsspezifischem (z. B. einer Möwe) und dem daraus resultierenden Absturz der Drohne.

### Celebrity Brain Crash
In jeder Standard-Folge der ersten Staffel wurde mindestens ein Prominenter angekündigt. Aus dem Studio-Zelt heraus konnte man diesen/diese auch schon sehen. Vor dem Zelt oder auf dem Weg dorthin passierte jedoch immer ein Unfall. Die Prominenten kamen dabei scheinbar zu Tode, was von Clarkson und Hammond kommentiert wurde. May fragte dabei jedes Mal, ob der Prominente nun noch in die Sendung kommen kann. Hammond erläuterte danach die Todesursache des Promis und verneinte dies.
Der vollständige Verzicht auf prominente Gäste war nach Aussagen der drei Moderatoren der BBC geschuldet, die mit rechtlichen Schritten gedroht hat, sollte die Sendung eine zu starke Ähnlichkeit zu dem Vorgängerformat Top Gear aufweisen.

### Celebrity Face Off

Der Rundkurs für „Celebrity Face Off“ in der Nähe von Enstone, England

Celebrity Brain Crash wurde in der zweiten Staffel durch Celebrity Face Off abgelöst. Dabei waren zwei Prominente im Zelt zu Gast, die eine möglichst abwegige Gemeinsamkeit haben. So trat in der ersten Folge der amerikanische Schauspieler David Hasselhoff gegen den englischen Sänger Ricky Wilson an, weil beide Juroren in TV-Castingshows waren. Die Prominenten mussten zuvor eine Runde in einem Jaguar F-Type auf einem eigens dafür geschaffenen Rundkurs nahe dem englischen Dorf Enstone, der jeweils zur Hälfte aus Asphalt- und Schotterabschnitten besteht, absolvieren. Ab der dritten Staffel entfiel dieser Programmteil.

### Conversation Street
Eingeleitet wird die Conversation Street von einem Theaterspiel der drei Moderatoren, auf Barhocker sitzend, vor einer Schattenwand. Dieses wird durch Slapstick-Elemente aufgelockert. So bekommt Hammond z. B. übernatürlich lange Finger, während er etwas erklärt. Nach diesem Intro unterhalten sich die drei zum Beispiel über Merkwürdigkeiten den Straßenverkehr des Landes betreffend, in dem sie gerade zu Gast sind oder über Nachrichten aus der Automobilindustrie.

## Rezeption
Die Neue Zürcher Zeitung schrieb, die Grand Tour wäre das Gegenteil derjenigen Bildungsreise, welche der Serie den Namen gab. Sie erwähnt einen Schuljungenhumor, der auch in der fünften Wiederholung nicht witziger werde und nennt die offensichtlich einstudierten Dialoge unendlich peinlich.
Im englischsprachigen Raum war die Kritik durchwegs positiv, die Show wurde dort unter anderem mit "Top Gear auf Steroiden" beschrieben.

## Trivia

Logo der Produktionsfirma

Der Name der Produktionsfirma W. Chump and Sons Ltd., welcher übersetzt etwa Dummkopf und Söhne bedeutet, setzt sich aus den Nachnamen der Moderatoren und des Produzenten zusammen (Andy Wilman, Jeremy Clarkson, Richard Hammond, James May).

## Tabellen

### Episodenliste

#### Staffel 1
| Nr. (ges.) | Nr. (St.) | Deutschsprachiger Titel                  | Originaltitel                   | Erst-veröffentlichung | Datum der Aufzeichnung | Ort der Aufzeichnung                            | Fahrzeuge                                                                                          | Auftretende Promis                                                                           |
| ---------- | --------- | ---------------------------------------- | ------------------------------- | --------------------- | ---------------------- | ----------------------------------------------- | -------------------------------------------------------------------------------------------------- | -------------------------------------------------------------------------------------------- |
| 1          | 1         | Die Heilige Dreifaltigkeit               | The Holy Trinity                | 18. Nov. 2016         | 25. Sep. 2016          | Lucerne Valley, Kalifornien, Vereinigte Staaten | - Ferrari LaFerrari - McLaren P1 - Porsche 918 - Ferrari 488 - BMW M2                              | Hothouse Flowers Jérôme D’Ambrosio Chris Goodwin Armie Hammer Jeremy Renner Carol Vorderman  |
| 2          | 2         | Operation Wüstenkrampf                   | Operation Desert Stumble        | 25. Nov. 2016         | 17. Juli 2016          | Johannesburg, Südafrika                         | - Aston Martin Vulcan - Audi S8 plus                                                               | Johan Ackermann                                                                              |
| 3          | 3         | Trio infernale                           | Opera, Arts and Donuts          | 2. Dez. 2016          | 13. Okt. 2016          | Whitby, England, Vereinigtes Königreich         | - Aston Martin DB11 - Rolls-Royce Dawn - Dodge Challenger SRT Hellcat                              | Simon Pegg                                                                                   |
| 4          | 4         | Drei Ökokrieger auf Abwegen              | Enviro-mental                   | 9. Dez. 2016          | 14. Okt. 2016          | Whitby, England, Vereinigtes Königreich         | - Porsche 911 GT3 RS - BMW M4 GTS                                                                  | Jimmy Carr                                                                                   |
| 5          | 5         | Flotter Dreier in Marokko                | Moroccan Roll                   | 16. Dez. 2016         | 22. Okt. 2016          | Rotterdam, Niederlande                          | - Mazda MX-5 - Zenos E10 S - Alfa Romeo 4C Spider                                                  | Golden Earring                                                                               |
| 6          | 6         | Finnische Weihnachten                    | Happy Finnish Christmas         | 23. Dez. 2016         | 3. Nov. 2016           | Saariselkä, Lappland, Finnland                  | - Ford Mustang GT - Ford Focus RS - Ford GT40 - Ferrari P3                                         | Bob Geldof Kimi Räikkönen                                                                    |
| 7          | 7         | Mit drei Buggys durch die Wüste – Teil 1 | The Beach (Buggy) Boys – Part 1 | 30. Dez. 2016         | —                      | Namibia (ohne Zelt)                             | - VW Käfer                                                                                         | —                                                                                            |
| 8          | 8         | Mit drei Buggys durch die Wüste – Teil 2 | The Beach (Buggy) Boys – Part 2 | 31. Dez. 2016         | —                      | Namibia (ohne Zelt)                             | - VW Käfer                                                                                         | —                                                                                            |
| 9          | 9         | Apokalypse auf vier Rädern               | Berks to the Future             | 6. Jan. 2017          | 14. Nov. 2016          | Ludwigsburg, Deutschland                        | - Honda NSX - Land Rover Discovery - MGB Roadster - Mercedes-Benz SL - G-Wiz                       | Diego Costa Thibaut Courtois Gary Cahill Eden Hazard Oscar Willian                           |
| 10         | 10        | Rostige Träume in der Karibik            | Dumb Fight at the O.K. Coral    | 13. Jan. 2017         | 21. Nov. 2016          | Nashville, Tennessee, Vereinigte Staaten        | - Alfa Romeo Giulia Quadrifoglio                                                                   | Brian Johnson                                                                                |
| 11         | 11        | Maserati-Rallye                          | Italian Lessons                 | 20. Jan. 2017         | 2. Dez. 2016           | Loch Ness, Schottland, Vereinigtes Königreich   | - Fiat Abarth 124 Spider - Maserati Biturbo S Coupé - Maserati 430 Saloon - Maserati Zagato Spyder | Chris Hoy                                                                                    |
| 12         | 12        | Kissing und Petting im Edel-SUV          | [censored] to [censored]        | 27. Jan. 2017         | 3. Dez. 2016           | Loch Ness, Schottland, Vereinigtes Königreich   | - Lexus GS-F - Bentley Bentayga - Range Rover L405 - Jaguar F-Pace                                 | Tim Burton                                                                                   |
| 13         | 13        | Schlammschlacht für James                | Past v Future                   | 3. Feb. 2017          | 10. Dez. 2016          | Dubai, Vereinigte Arabische Emirate             | - VW Golf GTI - BMW i3 - Bugatti Veyron - Porsche 918 Spyder - Nissan Patrol                       | Roger Daltrey Wilko Johnson Daniel Ricciardo Steve Biagioni Bartek Ostałowski Conor Shanahan |

#### Staffel 2
| Nr. (ges.) | Nr. (St.) | Deutschsprachiger Titel               | Originaltitel               | Erstveröffentlichung | Fahrzeuge | Auftretende Promis                                      |
| ---------- | --------- | ------------------------------------- | --------------------------- | -------------------- | --- | ------------------------------------------------------- |
| 14         | 1         | Vergangenheit, Gegenwart oder Zukunft | Past, Present or Future     | 8. Dez. 2017         | - Lamborghini Aventador S - Honda NSX - Rimac Concept One                                                                            | David Hasselhoff Ricky Wilson                           |
| 15         | 2         | Ein Ford für alle Fälle               | The Fall Guys               | 15. Dez. 2017        | - Ford GT - Mercedes-AMG GT R | Kevin Pietersen Brian Wilson                            |
| 16         | 3         | Bah humbug-atti                       | Bah Humbug-atti             | 22. Dez. 2017        | - Kia Stinger GT - Bugatti Chiron | Hugh Bonneville Casey Anderson James Kelly Luca Coleman |
| 17         | 4         | Trip ohne Skript                      | Unscripted                  | 29. Dez. 2017        | - McLaren 720S - Audi TT RS - Ariel Nomad - Lada Nova                                                                                | Michael Ball Alfie Boe Silvija Jurin                    |
| 18         | 5         | Auf und ab und quer über die Farm     | Up, Down and Round the Farm | 5. Jan. 2018         | - VW Golf GTI - VW up! GTI | Bill Bailey Dominic Cooper Mark Higgins                 |
| 19         | 6         | Jaaaaaaaags                           | Jaaaaaaaags                 | 12. Jan. 2018        | - Jaguar XJ8 - Jaguar XK8 - Jaguar Mark X - Jaguar XJS                                                                               | Luke Evans Kiefer Sutherland                            |
| 20         | 7         | Das Leben ist eine Tankstelle         | It’s a Gas, Gas, Gas        | 19. Jan. 2018        | - Lamborghini Huracán Performante | Anthony Joshua Bill Goldberg                            |
| 21         | 8         | Oldies but Goldies                    | Blasts from the Past        | 26. Jan. 2018        | - Aston Martin DB4 GT - Jaguar XK-SS - Honda Civic Type R - Ford GT                                                                  | Nick Mason Stewart Copeland                             |
| 22         | 9         | Amphibien-Geschoss                    | Breaking, Badly             | 2. Feb. 2018         | - Jaguar XJ220 - Bugatti EB110 | Dynamo Penn & Teller                                    |
| 23         | 10        | Oh, Kanada                            | Oh, Canada                  | 9. Feb. 2018         | - BMW M3 - Alfa Romeo Stelvio - Range Rover Velar P380 - Porsche Macan Turbo (Performance Paket) - Ford F-150 Raptor - Tesla Model X | Rory McIlroy Paris Hilton                               |
| 24         | 11        | Brot für die Welt                     | Feed The World              | 16. Feb. 2018        | - Mercedes-Benz 123 T-Modell - Nissan Hardbody / Datsun D21 - TVS Star                                                               | —                                                       |

#### Staffel 3
| Nr. (ges.) | Nr. (St.) | Deutschsprachiger Titel                    | Originaltitel                             | Erstveröffentlichung | Fahrzeuge                                                                                              |
| ---------- | --------- | ------------------------------------------ | ----------------------------------------- | -------------------- | --- |
| 25         | 1         | Motown Funk                                | Motown Funk                               | 18. Jan. 2019        | - Ford Mustang RTR Spec 3 - Hennessey Exorcist Camaro ZL1 - Dodge Challenger SRT Demon - McLaren Senna |
| 26         | 2         | "K"-los durch Kolumbien Teil 1             | Colombia Special Part 1                   | 25. Jan. 2019        | - Fiat Panda 4x4 Sisley - Jeep Wrangler - Chevrolet Silverado                                          |
| 27         | 3         | "K"-los durch Kolumbien Teil 2             | Colombia Special Part 2                   | 26. Jan. 2019        | - Fiat Panda 4x4 Sisley - Jeep Wrangler - Chevrolet Silverado                                          |
| 28         | 4         | Drei Pickups für ein Hallelujah            | Pick Up Put Downs                         | 1. Feb. 2019         | - Mercedes X-Klasse - Ford Ranger - VW Amarok - Jaguar XE SV Project 8                                 |
| 29         | 5         | Formel 1-Legende – Jim Clark               | An Itchy Urus                             | 8. Feb. 2019         | - Alpine A110 - Lamborghini Urus - Porsche 911 Turbo S                                                 |
| 30         | 6         | In gebrauchten Luxuslimousinen durch China | Chinese Food for Thought                  | 15. Feb. 2019        | - Hongqi L5 - NIO EP9 - Mercedes-Benz S600 - Cadillac STS - BMW 750iL                                  |
| 31         | 7         | Alfa, Scotch & Dudelsack                   | Well Aged Scotch                          | 22. Feb. 2019        | - BMW M5 - Alpina B5 - Alfa Romeo GTV6 - Lancia Gamma Coupé - Fiat X1/9                                |
| 32         | 8         | Die schrillen Drei auf Achse               | International Buffoons’ Vacation          | 1. Mär. 2019         | - Chevrolet Corvette ZR-1 - Jeep Grand Cherokee Trackhawk - Cadillac CTS-V                             |
| 33         | 9         | Aston, Astronauten und Angelinas Kids      | Aston, Astronauts and Angelina’s Children | 8. Mär. 2019         | - Aston Martin Vantage - Citroën C3 Aircross                                                           |
| 34         | 10        | Heiße Kompaktsportler für die Millenials   | The Youth Vote                            | 15. Mär. 2019        | - Ferrari Testarossa - Lamborghini Countach LP5000 - VW Polo GTI - Ford Fiesta ST - Toyota Yaris GRMN  |
| 35         | 11        | Vom salzigen zum leicht salzigen Meer      | Sea to Unsalty Sea                        | 22. Mär. 2019        | - Aston Martin DBS Superleggera - Bentley Continental GT - BMW 8er                                     |
| 36         | 12        | Schnelle Klassiker, flottes Handgepäck     | Legends and Luggage                       | 29. Mär. 2019        | - Lancia Delta Futurista - Lancia Stratos MAT - Porsche 917 - Porsche 911 GT2 RS                       |
| 37         | 13        | Detox in der Steppe                        | Survival of the Fattest                   | 5. Apr. 2019         | — |
| 38         | 14        | Begräbnis für einen Ford                   | Funeral for a Ford                        | 12. Apr. 2019        | - Ford Sierra RS Cosworth - Ford Cortina - Lotus Cortina - Ford Mondeo                                 |

#### Staffel 4
| Nr. (ges.) | Nr. (St.) | Deutschsprachiger Titel        | Originaltitel   | Erstveröffentlichung | Fahrzeuge |
| ---------- | --------- | ------------------------------ | --------------- | -------------------- | --- |
| 39         | 1         | Seamen                         | Seamen          | 13. Dez. 2019        | - Scarab - PBR - altes Holzboot |
| 40         | 2         | Schatzsuche auf vier Rädern    | A Massive Hunt  | 17. Dez. 2020        | - Bentley Continental GT V8 - Ford Focus RS - Caterham 7 |
| 41         | 3         | Lochdown                       | Lochdown        | 30. Juli 2021        | - Continental Mark V - Buick Riviera Boattail - Cadillac Coupe DeVille - Chrysler Voyager - Chrysler PT Cruiser, Pontiac Aztek - Ford Shelby Mustang GT500 - Chevrolet Camaro Z28 - Dodge Charger R/T |
| 42         | 4         | Was ist los mit den Franzosen? | Carnage A Trois | 17. Dez. 2021        | - Citroën CX Safari - Matra Murena - Renault Avantime - Citroën SM |

#### Staffel 5
| Nr. (ges.) | Nr. (St.) | Deutschsprachiger Titel | Originaltitel  | Erstveröffentlichung | Fahrzeuge |
| ---------- | --------- | ----------------------- | -------------- | -------------------- | --- |
| 43         | 1         | Skandinavien-Rallye     | A Scandi Flick | 16. Sep. 2022        | - Mitsubishi Lancer Evolution VIII - Subaru Impreza WRX STI - Audi RS4                                                                    |
| 44         | 2         | Eurocrash               | Eurocrash      | 16. Juni 2023        | - Chevrolet SSR - Mitsuoka Le-Seyde - Crosley CC Convertible - Ford Popular Hot Rod - Škoda 1100 OHC - Praga Bohema - Klein Vision AirCar |
| 45         | 3         | Sand Job                | Sand Job       | 16. Feb. 2024        | - Maserati GranCabrio - Aston Martin DB9 Volante - Jaguar F-Type                                                                          |

#### Staffel 6
| Nr. (ges.) | Nr. (St.) | Deutschsprachiger Titel | Originaltitel    | Erstveröffentlichung | Fahrzeuge                                           |
| ---------- | --------- | ----------------------- | ---------------- | -------------------- | --------------------------------------------------- |
| 46         | 1         | Ende einer Dienstfahrt  | One for the Road | 13. Sep. 2024        | - Triumph Stag - Ford Capri GXL - Lancia Montecarlo |

### Teststrecke
| Nr. | Fahrzeug                        | Zeit (min) | Wetter  | Straßen-zulassung | Folge |
| --- | ------------------------------- | ---------- | ------- | ----------------- | ----- |
| 1   | McLaren Senna                   | 1:12,9     | trocken | ja                | 3.01  |
| 2   | NIO EP9                         | 1:15,0     | trocken | nein              | 3.06  |
| 3   | Aston Martin Vulcan             | 1:15,5     | trocken | nein              | 1.02  |
| 4   | Lamborghini Huracán Performante | 1:16,8     | trocken | ja                | 2.07  |
| 5   | Ford GT                         | 1:17,6     | trocken | ja                | 2.08  |
| 6   | McLaren 650S                    | 1:17,9     | trocken | ja                | —     |
| 7   | McLaren 720S                    | 1:17,9     | trocken | ja                | 2.04  |
| 8   | Mercedes-AMG GT R               | 1:18,7     | trocken | ja                | 2.02  |
| 9   | Audi R8 V10 Plus                | 1:19,2     | trocken | ja                | —     |
| 10  | Jaguar XE Project 8             | 1:19,3     | trocken | ja                | 3.04  |
| 11  | Aston Martin V8 Vantage         | 1:20,4     | trocken | ja                | 3.09  |
| 12  | BMW M5 F90                      | 1:20,4     | trocken | ja                | 3.07  |
| 13  | Porsche 911 GT3 RS              | 1:20,4     | trocken | ja                | —     |
| 14  | Nissan GT-R                     | 1:21,2     | trocken | ja                | —     |
| 15  | Porsche 911 C2S                 | 1:21,4     | trocken | ja                | —     |
| 16  | Alpina B5                       | 1:21,6     | trocken | ja                | 3.07  |
| 17  | Lancia Stratos MAT              | 1:21,6     | trocken | ja                | 3.12  |
| 18  | BMW M4 GTS                      | 1:22,4     | trocken | ja                | 1.04  |
| 19  | Porsche 718 Boxster S           | 1:23,4     | trocken | ja                | —     |
| 20  | Alpine A110                     | 1:23,7     | trocken | ja                | 3.05  |
| 21  | BMW M5 F10                      | 1:24,2     | trocken | ja                | —     |
| 22  | BMW M3                          | 1:24,3     | trocken | ja                | —     |
| 23  | Honda NSX                       | 1:26,0     | nass    | ja                | 1.09  |
| 24  | BMW M2                          | 1:26,2     | trocken | ja                | 1.01  |
| 25  | Lancia Delta Futurista          | 1:26,8     | trocken | ja                | 3.12  |
| 26  | Alfa Romeo Giulia Quadrifoglio  | 1:27,1     | nass    | ja                | 1.10  |
| 27  | Honda Civic Type R              | 1:28,2     | trocken | ja                | —     |
| 28  | Ford Focus RS                   | 1:28,4     | trocken | ja                | 1.06  |
| 29  | Lexus GS-F                      | 1:29,6     | feucht  | ja                | 1.12  |
| 30  | Tesla Model X                   | 1:29,6     | trocken | ja                | —     |
| 31  | Ford Mustang GT                 | 1:29,6     | trocken | ja                | 1.06  |
| 32  | Ford Sierra RS Cosworth         | 1:31,3     | trocken | ja                | 3.14  |
| 33  | Lamborghini Countach            | 1:31,8     | nass    | ja                | 3.10  |
| 34  | Ford Fiesta ST200               | 1:32,8     | trocken | ja                | —     |
| 35  | Bugatti EB 110 Super Sport      | 1:32,8     | nass    | ja                | 2.09  |
| 36  | Fiat Abarth 124 Spider          | 1:33,7     | nass    | ja                | 1.11  |
| 37  | Jaguar XJ220                    | 1:35,1     | nass    | ja                | 2.09  |
| 38  | Ferrari Testarossa              | 1:37,4     | nass    | ja                | 3.10  |
| 39  | VW up! GTI                      | 1:39,7     | nass    | ja                | 2.05  |

Die Runden der fettgeschriebenen Fahrzeuge wurden in der Sendung gezeigt.

### Running Gag des Drohnenabsturzes: Grund
| Folge | Grund des Absturzes                                           |
| ----- | ------------------------------------------------------------- |
| 1     | Abschuss mithilfe einer Schusswaffe                           |
| 2     | Die Drohne fliegt rückwärts in eine Giraffe                   |
| 3     | Die Drohne fliegt rückwärts in den Mast eines Segelboots      |
| 4     | Kollision mit einer Möwe                                      |
| 5     | Kollision mit einem Containerstapler                          |
| 6     | Kollision mit einem Baum                                      |
| 7     | Kein Absturz                                                  |
| 8     | Kein Absturz                                                  |
| 9     | Abschuss mithilfe eines Steinkopfes                           |
| 10    | Abschuss mithilfe eines Rugbyballs                            |
| 11    | Abschuss mithilfe einer Schusswaffe                           |
| 12    | Die Drohne bleibt in einer Baumkrone hängen                   |
| 13    | Die Drohne wird vom Wasserstrahl eines Springbrunnens erfasst |

### Prominente

#### Staffel 1: Celebrity Brain Crash
| Folge | Prominente                                 |
| ----- | ------------------------------------------ |
| 1     | Armie Hammer Jeremy Renner Carol Vorderman |
| 2     | Charlize Theron                            |
| 3     | Simon Pegg                                 |
| 4     | Jimmy Carr                                 |
| 5     | Golden Earring                             |
| 6     | Kimi Räikkönen                             |
| 9     | Nena                                       |
| 10    | Brian Johnson                              |
| 11    | Chris Hoy                                  |
| 12    | Tim Burton                                 |
| 13    | Daniel Ricciardo                           |

#### Staffel 2: Celebrity Face Off
| Nr. | Prominenter       | Zeit (min) | Wetter  | Folge |
| --- | ----------------- | ---------- | ------- | ----- |
| 6   | Ricky Wilson      | 1:20,1     | trocken | 2.01  |
| 14  | David Hasselhoff  | 1:24,1     | trocken | 2.01  |
| 1   | Kevin Pietersen   | 1:17,2     | trocken | 2.02  |
| 2   | Brian Wilson      | 1:17,5     | trocken | 2.02  |
| 4   | Casey Anderson    | 1:18,6     | trocken | 2.03  |
| 11  | Hugh Bonneville   | 1:22,2     | trocken | 2.03  |
| 12  | Michael Ball      | 1:23,3     | feucht  | 2.04  |
| 16  | Alfie Boe         | 1:24,4     | feucht  | 2.04  |
| 13  | Dominic Cooper    | 1:23,6     | nass    | 2.05  |
| 17  | Bill Bailey       | 1:25,1     | nass    | 2.05  |
| 3   | Kiefer Sutherland | 1:17,8     | trocken | 2.06  |
| 8   | Luke Evans        | 1:21,3     | trocken | 2.06  |
| 5   | Anthony Joshua    | 1:18,7     | trocken | 2.07  |
| 7   | Bill Goldberg     | 1:20,4     | trocken | 2.07  |
| 9   | Nick Mason        | 1:21,3     | trocken | 2.08  |
| 15  | Stewart Copeland  | 1:24,2     | trocken | 2.08  |
| 20  | Dynamo            | 1:39,3     | Schnee  | 2.09  |
| 19  | Penn & Teller     | 1:33,8     | Schnee  | 2.09  |
| 18  | Paris Hilton      | 1:25,8     | Eis     | 2.10  |
| 10  | Rory McIlroy      | 1:21,9     | Eis     | 2.10  |